# Shontelligence
Shontelligence ist das Debütalbum der barbadischen Pop/R&B-Sängerin Shontelle. Es wurde am 18. November 2008 weltweit veröffentlicht und am 10. März 2009 wiederveröffentlicht.

## Hintergrund
In einem Interview mit den Britischen R&B-Songwriter Pete Lewis im Februar 2009 erklärte Shontelle, wie es zum Titel des Debütalbums kam: „Wir waren gerade im Musikstudio und haben uns gelangweilt, plötzlich kam mein Freund vorbei und erzählte mir seine Idee – 'Hey Shontelle! Lass uns Heute ein Wortspiel mit deinem Namen spielen! Wer den längsten Wort mit deinem Namen erreicht gewinnt!'! So entstanden Wörter wie 'Shontel-evator', 'Shontel-evision', 'Shontel-icopter'… Dann sagte mein Produzent Al, aufeinmal 'Yeah, that's some real Shontelligence there!'… und ich dachte 'Das ist der beste Album Titel!'! Also haben wir danach Lieder produziert und so auch den Album genannt.“

## Rezeption

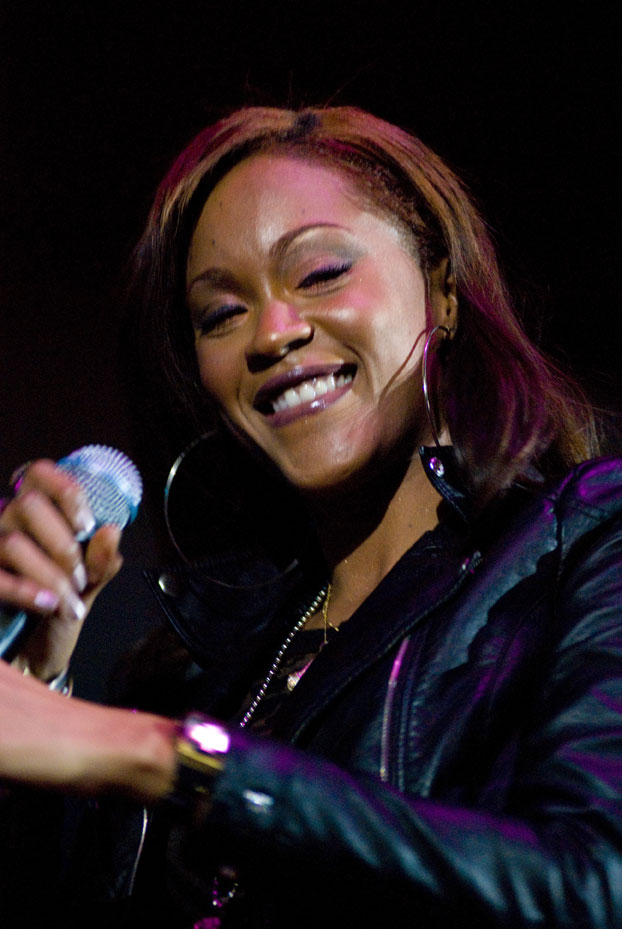
Shontelle singt T-Shirt.

### Kommerzieller Erfolg
Das Album wurde am 18. November 2008 weltweit veröffentlicht und verkaufte sich am ersten Veröffentlichungstag über 1.000 mal. Es debütierte auf Platz 115 in den US-amerikanischen Billboard 200. Bis Februar 2009 hat das Album weltweit über 25.000 Einheiten verkauft. Wegen niedrigen Verkaufszahlen veröffentlichte Shontelles Musiklabel SRC am 10. März 2009 das Album erneut. Bis Juli 2009 wurden von dem Album in den USA rund 50.000 Einheiten und in Großbritannien rund 10.000 Einheiten verkauft.

### Kritik
Das Album wurde von Musik-Kritikern gemischt aufgenommen.
Ben Ratliff von der The New York Times schrieb:

„Any pop singer who's been through that mill, … has something to tell, but it feels as if Shontelle's individuality is being squelched. The first two tracks, T-Shirt and Battle Cry, both produced by Wayne Wilkins, are the singles, and they stand apart from the rest of the album. They're rampagingly sweet R&B songs, one about the solidarity of lust, one about the solidarity of friendship. After that -- largely in songs produced by Mr. Sturken and Mr. Rogers -- things go sharply downhill.“

„Jeder Popsänger, der durch diese Mühle gegangen ist, … hat etwas zu sagen, aber es scheint, als ob Shontelles Individualität [darin] zermahlen wurde. Die ersten zwei Stücke T-Shirt und Battle Cry, produziert von Wayne Wilkins, sind die Single[auskopplungen] und heben sich vom Rest des Albums ab. Sie sind süße R&B-Songs, einer über die Verbundenheit der Lust, der andere über die Verbundenheit der Freundschaft. Danach – meist in Liedern, die von Sturken und Rogers produziert wurden – geht es steil bergab.“

Alex Macpherson von The Guardian gab dem Album 3 von 5 Sternen, bezeichnete das Songwriting als durchdacht und hält Shontelle für das weibliche Gegenstück zu Ne-Yo. David Balls von Digital Spy gab den Album ebenfalls 3 von 5 Sternen und schrieb, dass das Album durchaus das Potential für guten und zeitgenössischen R&B habe, es sich Shontelle jedoch durch ihren hohen Anspruch hörbar schwer mache.

## Singles

### T-Shirt
T-Shirt wurde als erste Single des Albums am 15. Juli 2008 veröffentlicht und ist damit Shontelles Debütsingle. Das Lied erreichte Platz 36 der Billboard Hot 100 in den USA und wurde Shontelles erster Top-40-Hit in den USA. In Großbritannien wurde die Single am 23. Februar 2009 veröffentlicht. Dort war das Lied am erfolgreichsten und erreichte vor allem durch das Airplay in den britischen Radiostationen Platz 6 der britischen Singlecharts. Des Weiteren erreichte das Lied die Top 50 in Kanada und Irland. In den UK R&B Charts und den Billboard Hot Dance Club Charts erreichte das Lied Platz 1.

### Stuck with Each Other
Stuck with Each Other (featuring Akon) wurde als zweite Single des Albums am 10. Februar 2009 veröffentlicht. Das Lied war als Bonus auf dem Re-Release des Albums sowie auf dem Soundtrack zum Film Confessions of a Shopaholic enthalten. Es wurde als Download am 25. Mai 2009 im Vereinigten Königreich veröffentlicht und erreichte anschließend Platz 23 der britischen Charts. Außerdem erreichte das Lied noch Platz 50 in Irland und Platz 64 in den US-amerikanischen Billboard Pop 100.

### Battle Cry
Battle Cry wurde als dritte und letzte Single des Albums am 9. Juni 2009 veröffentlicht. Das Lied wurde zuvor bereits am 21. Oktober 2008 als Promo-Single für die Wahl von Barack Obama veröffentlicht. Das lied schaffte es nicht in die US-Charts. Battle Cry wurde in Großbritannien als dritte Single am 10. August 2009 veröffentlicht und erreichte in den britischen Charts Platz 61.

## Titelliste
| #   | Titel                      | Produzent(en)                                | Länge |
| --- | -------------------------- | -------------------------------------------- | ----- |
| 1.  | „T-Shirt“                  | A Frampton/W Wilkins/S Kotecha               | 3:54  |
| 2.  | „Battle Cry“               | J Jones/J Kugell/W Wilkins/J Pennock/J Omley | 3:33  |
| 3.  | „Superwoman“               | A Ghost/T Hermansen/M Eriksen/I Dench        | 4:20  |
| 4.  | „Cold Cold Summer“         | C Sturken/S Layne/E Rogers                   | 3:44  |
| 5.  | „Roll It“                  | S Layne/S Benjamin                           | 3:31  |
| 6.  | „Life Is Not An Easy Road“ | D Chin-Quee/S Layne/M Chin                   | 3:45  |
| 7.  | „Focus Pon Me“             | S Layne/E Joseph                             | 3:07  |
| 8.  | „Plastic People“           | S Layne/E. Rogers/C. Sturken                 | 4:00  |
| 9.  | „I Crave You“              | S Layne/E. Rogers/C. Sturken                 | 3:57  |
| 10. | „Ghetto Lullaby“           | F. Odesjo/S Layne/E. Rogers/C. Sturken       | 3:06  |
| 11. | „Flesh and Bone“           | S Layne/E. Rogers/C. Sturken                 | 3:31  |

| Titel                                                        | Produzent(en)                | Länge |
| ------------------------------------------------------------ | ---------------------------- | ----- |
| „Naughty“ (ft. Beenie Man) (UK Bonus Track)                  | Troyton Rami/Xavier Cordover | 3:21  |
| „Stuck with Each Other“ (Re-release Bonus Track) 1           | Diane Warren                 | 3:20  |
| „Blaze It Up“ (ft. Collie Buddz) (U.S. iTunes Bonus Track) 2 | S Layne/K. Holland/C. Harper | 3:53  |